# Gabriel Rotello
Douglas Gabriel Rotello (nascut el 9 de febrer de 1963) és un músic, escriptor i cineasta nord-americà. Va crear les revistes Downtown Divas de Nova York als anys 80, va ser el cofundador i editor en cap d' OutWeek Magazine, es va convertir en el primer columnista obertament gai d'un important diari nord-americà, New York Newsday, i va ser autor del llibre Sexual Ecology. Ara fa documentals per a HBO, The History Channel i altres cadenes.

## Biografia

### Primers anys
Gabriel Rotello va néixer i es va criar a Danbury, CT i va assistir a Knox College i Carlton College. Va formar part del primer grup d'estudiants d'intercanvi nord-americans que va viure i estudiar a Kathmandu, Nepal, Després de graduar-se, Rotello es va convertir en teclista, arranjador i director musical a la ciutat de Nova York. El 1979 va cofundar la banda underground Brenda and the Realtones, la història de la qual va ser explicada a l'espectacle d'Off Broadway Endangered Species el 1997.
A la dècada de 1980, com a director musical de The Realtones va col·laborar amb artistes com Ronnie Spector, Darlene Love, Solomon Burke, Rufus Thomas i molts altres. A mitjans de la dècada de 1980 va produir una sèrie de revistes musicals a The Limelight, The Palladium i The Saint sota el nom general de Downtown Dukes and Divas. Entre els seus col·laboradors hi havia The Uptown Horns, David Johansen, Cherry Vanilla, Johnny Thunders, The Lady Bunny, Holly Woodlawn, Joey Arias, David Peaston, Taylor Mead, Sylvain Sylvain, Jackie Curtis, Dean Johnson, Michael Musto, Fenton Bailey i Randy Barbato dels Fabulous Pop Tarts i molts altres. La vida i les produccions de Rotello durant aquest període van ser filmades amb freqüència pel videògraf Nelson Sullivan, i ara formen part de l'arxiu de Sullivan de la vida al centre dels anys 80.

### Activisme contra la sida i Outweek
El 1988, Rotello es va unir al grup d'activistes contra la sida ACT UP i va formar part del seu comitè de recaptació de fons. El 1989 va cofundar OutWeek Magazine amb l'empresari Kendall Morrison i es va convertir en el seu editor en cap. The New York Times anomenada OutWeek "…la més progressista de les publicacions gai," i Time Magazine va escriure que "el seu major èxit va ser agitar els seus competidors desafiant la seva marca d'activisme gai amb una posició més militant."
Rotello i OutWeek esdevingueren controvertides per la pràctica de la sortida de l'armari, que es va originar a OutWeek, i per promocionar la paraula queer com a frase general per a les minories sexuals. Com a periodista d'investigació, Rotello va ajudar a publicar nombroses històries com l'escàndol Covenant House i l'afer Woody Myers, que el New York Times va anomenar "la disputa més amarga de l'administració Dinkins". Molts de els joves empleats que Rotello va contractar a OutWeek esdevinguren persones ben conegudes de la literatura, l'edició i altres camps gais i lesbianes, com Michelangelo Signorile, Sarah Pettit, Dale Peck, Jim Provenzano, K.M. Soehnlein i James St James.

### New York Newsday
Rotello va deixar OutWeek poc abans que es retirés el 1991 i va ser contractat com a columnista per New York Newsday, convertint-se en el primer home obertament gai que es va convertir en columnista d'un important diari nord-americà.Per a les seves columnes setmanals, que exploraven la vida gai, l'homofòbia i l'epidèmia de la sida, va rebre el Premi GLAAD com a periodista destacat el 1995. Després de la seva retirada de New York Newsday, es va convertir en columnista de The Advocate i va escriure per a Village Voice, The New Scientist, Out Magazine, The Nation and The New York Times.

### Sexual Ecology
El 1997 Rotello va publicar Sexual Ecology: AIDS and the Destiny of Gay Men (Dutton). La seva investigació sobre per què el VIH continua infectant un gran nombre d'homes gais, i la seva conclusió que la reducció de la parella s'ha d'afegir a l'estratègia dels preservatius per reduir les noves infeccions, va encendre un gran debat i Sexual Ecology es va convertir en una de les més importants llibres gais controvertits de la seva generació. S'ha anomenat "un llibre notable... una alenada d'aire fresc en la lletania creixent sobre l'epidèmia de la sida" (The New Scientist), "…la primavera silenciosa de l'epidèmia de la Sida (Boston Globe) i "...el llibre més important sobre els homes gai i la sida des de And the Band Played On" (The Nation). Però també va ser criticat per oferir "...un missatge d'empatia lligat amb menyspreu" (Out Magazine), i com "….una lletja distorsió de la vida gai" (The Village Voice).
El 1998 Rotello va coescriure My Life and the Paradise Garage amb Mel Cheren, una memòria sobre la llegendària discoteca gai Paradise Garage, el seu DJ pioner Larry Levan i l'impacte de la sida en una generació d'homes gais.

### Televisió i cinema
El 1998, Rotello es va traslladar a Los Angeles i va començar a fer documentals que exploraven la vida i la cultura popular nord-americana amb els fundadors de World of Wonder, Fenton Bailey i Randy Barbato. La seva primera col·laboració, el documental Party Monster, es va centrar en l'escena de les discoteques del centre de Nova York, un món que Rotello, Bailey i Barbato coneixien des dels seus primers dies com a músics. La següent col·laboració, The Eyes of Tammy Faye,  està a la llista de Current TV dels 50 Documentaries to See Before You Die.
El treball de Rotello amb Bailey i Barbato inclou una sèrie de documentals i sèries documentals d'alt perfil, com ara Hollywood Fashion Machine' d'AMC', Hidden Führer: Debating the Enigma of Hitler's Sexuality d'HBP; Monica in Black and White d'HBO, Reality of Reality de Bravo, Movies That Shook the World, i Out of the Closet/Off The Screen: The William Haines Story d'AMC, així com reality shows com ara RuPaul's Drag Race. La seva pel·lícula The Strange History of Don't Ask Don't Tell d'HBO del 2010 va ser nominada a un premi Emmy i un premi GLAAD.
Actualment, Rotello fa documentals de ciència i història amb Flight 33 Productions per a History Channel, Discovery Channel i National Geographic Channel, incloses sèries com The Universe, Life After People, Big History i America's Secret Slang.